# (13082) Gutiérrez
(13082) Gutiérrez, désignation internationale (13082) Gutierrez, est un astéroïde de la ceinture principale.

## Description
(13082) Gutierrez est un astéroïde de la ceinture principale. Il fut découvert le 6 mars 1992 à La Silla par le programme UESAC. Il présente une orbite caractérisée par un demi-grand axe de 2,70 UA, une excentricité de 0,16 et une inclinaison de 14,2° par rapport à l'écliptique.

## Compléments